# Борисовка (Крым)
Бори́совка (до 1948 года Суи́н-Эли́; укр. Борисівка, крымскотат. Suin Eli, Суин Эли) — село в Ленинском районе (Автономной) Республики Крым, в составе Марьевского сельского поселения (Марьевского сельсовета).

## Население
| 2001 | 2014 |
| ---- | ---- |
| 37   | ↘10  |

Всеукраинская перепись 2001 года показала следующее распределение по носителям языка
| Язык       | Процент |
| ---------- | ------- |
| гагаузский | 37,84   |
| русский    | 21.62   |
| украинский | 13.51   |

### Динамика численности
| - 1805 год — 95 чел. - 1864 год — 64 чел. - 1889 год — 108 чел. - 1892 год — 73 чел. - 1902 год — 64 чел. - 1915 год — 75/178 чел. | - 1926 год — 229 чел. - 1939 год — 206 чел. - 1989 год — 31 чел. - 2001 год — 37 чел. - 2009 год — 22 чел. - 2014 год — 10 чел. |

## Современное состояние
На 2017 год в Борисовке улиц и переулков не числится; на 2009 год, по данным сельсовета, село занимало площадь 9,5 гектара на которой, в 8 дворах, проживало 22 человека.

## География
Борисовка расположена в юго-восточной части района и Керченского полуострова, у одного из истоков Джилкеджелинской балки (левый приток балки Шаклар), высота центра села над уровнем моря — 50 м. Находится примерно в 59 километрах (по шоссе) на юго-восток от районного центра Ленино, ближайшая железнодорожная станция — Керчь — около 38 километров. Транспортное сообщение осуществляется по региональной автодороге 35Н-322 Борисовка — до шоссе 35Н-322 «граница с Украиной — Джанкой — Феодосия — Керчь» до Заветного (по украинской классификации — С-0-10815).

## История
Первое документальное упоминание села встречается в Камеральном Описании Крыма… 1784 года, судя по которому, в последний период Крымского ханства Гусеин Эли входил в Дин Керченский кадылык Кефинского каймаканства. После присоединения Крыма к России (8) 19 апреля 1783 года, (8) 19 февраля 1784 года, именным указом Екатерины II сенату, на территории бывшего Крымского Ханства была образована Таврическая область и деревня была приписана к Левкопольскому, а после ликвидации в 1787 году Левкопольского — к Феодосийскому уезду Таврической области. После Павловских реформ, с 1796 по 1802 год, входила в Акмечетский уезд Новороссийской губернии. По новому административному делению, после создания 8 (20) октября 1802 года Таврической губернии, Суин-Эли был включён в состав Акмозской волости Феодосийского уезда.

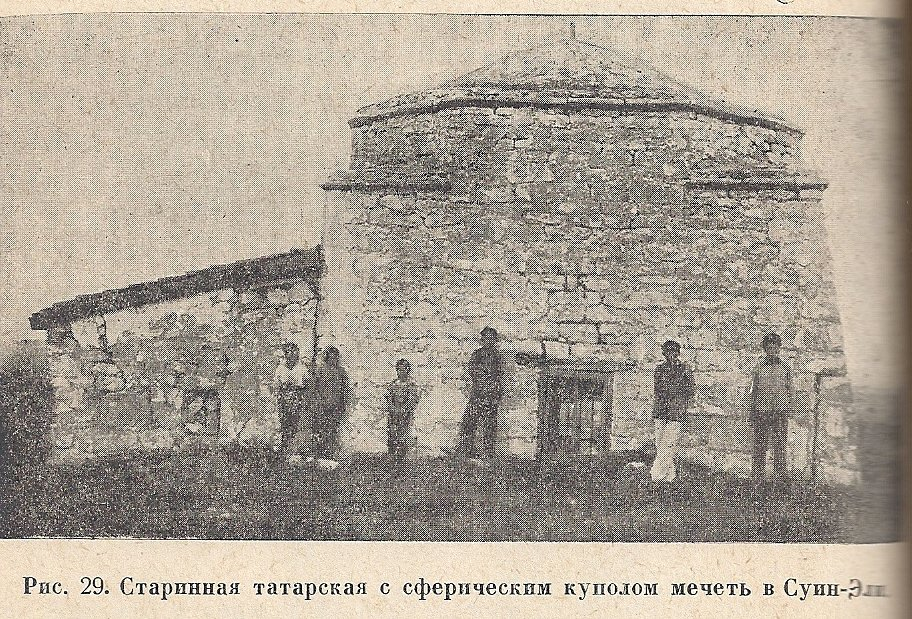
Старинная мечеть в селе, 1914 год.

По Ведомости о числе селений, названиях оных, в них дворов… состоящих в Феодосийском уезде от 14 октября 1805 года , в деревне Суинель числилось 14 дворов и 95 жителей. На военно-топографической карте генерал-майора Мухина 1817 года деревня Сюин ели обозначена с 23 дворами. После реформы волостного деления 1829 года Суин Эли, согласно «Ведомости о казённых волостях Таврической губернии 1829 года», отнесли к Чурубашской волости (переименованной из Аккозской). На карте 1836 года в деревне 10 дворов. Видимо, вследствие эмиграции крымских татар в Турцию, деревня опустела и на карте 1842 года Суин-эли обозначен условным знаком «малая деревня», то есть, менее 5 дворов.
В 1860-х годах, после земской реформы Александра II, деревню приписали к Сарайминской волости. Согласно «Списку населённых мест Таврической губернии по сведениям 1864 года», составленному по результатам VIII ревизии 1864 года, Суин-Эли — владельческая татарская деревня с 5 дворами, 64 жителями и мечетью при колодцах. По обследованиям профессора А. Н. Козловского начала 1860-х годов, в селении «имеется хорошая пресная вода» в колодцах глубиной 1—5 саженей (от 2 до 10 м). На трёхверстовой карте Шуберта 1865—1876 года в деревне Суин-Эли обозначено 2 двора. По «Памятной книге Таврической губернии 1889 года», по результатам Х ревизии 1887 года, в деревне Суин-Эли числилось 18 дворов и 108 жителей. По «…Памятной книжке Таврической губернии на 1892 год» в Суин-Эли, входившем в Сарайминское сельское общество, числилось 32 жителя в 3 домохозяйствах, а в безземельном Эуин-Эли, не входившем в сельское общество — 41 житель, домохозяйств не имеющий. На верстовой карте Крыма 1896 года в селении обозначено 26 дворов с русско-татарским населением и мечеть. По «…Памятной книжке Таврической губернии на 1902 год» в деревне Суин-Эли, входившей в Сарайминское сельское общество, числилось 64 жителя в 2 домохозяйствах. По Статистическому справочнику Таврической губернии. Ч.II-я. Статистический очерк, выпуск пятый Феодосийский уезд, 1915 год, в деревне Суин-Эли Сарайминской волости Феодосийского уезда числилось 35 дворов (9 дворов с землёй, 26 — безземельные) с татарским населением в количестве 75 человек приписных жителей и 158 «посторонних», из которых 121 мужчина и 112 женщин. Жители владели 555 десятинами удобной земли. В хозяйствах имелось 130 лошадей, 58 волов, 45 коров и 520 голов овец, свиней, или коз.
После установления в Крыму Советской власти, по постановлению Крымревкома, 25 декабря 1920 года из Феодосийского уезда был выделен Керченский (степной) уезд, а, постановлением ревкома № 206 «Об изменении административных границ» от 8 января 1921 года была упразднена волостная система и в составе Керченского уезда был создан Керченский район в который вошло село (в 1922 году уезды получили название округов. 11 октября 1923 года, согласно постановлению ВЦИК, в административное деление Крымской АССР были внесены изменения, в результате которых округа были отменены и основной административной единицей стал Керченский район, в который вошло село. Согласно Списку населённых пунктов Крымской АССР по Всесоюзной переписи 17 декабря 1926 года, в селе Суин-Эли, Марьевского сельсовета Керченского района, числилось 54 двор, все крестьянские, население составляло 229 человек (109 мужчин и 120 женщин). В национальном отношении учтено: 124 татар, 44 русских, 59 украинцев, 11 белорусов, 1 немец, 1 грек, действовала татарская школа. Постановлением ВЦИК «О реорганизации сети районов Крымской АССР» от 30 октября 1930 года (по другим сведениям 15 сентября 1931 года) Керченский район упразднили и село включили в состав Ленинского, а, с образованием в 1935 году Маяк-Салынского района (переименованного 14 декабря 1944 года в Приморский) — в состав нового района. На подробной карте РККА Керченского полуострова 1941 года в Суинэли обозначено 38 дворов. По данным всесоюзная перепись населения 1939 года в селе проживало 206 человек.
В годы Великой Отечественной войны 15 жителей Суин-Эли пали в боях с захватчиками — об этом извещает надпись на памятном знаке в честь погибших воинов-односельчан, установленном в центре сельского поселения Марьевке.
В 1944 году, после освобождения Крыма от фашистов, согласно Постановлению ГКО № 5859 от 11 мая 1944 года, 18 мая крымские татары были депортированы в Среднюю Азию. 12 августа 1944 года было принято постановление № ГОКО-6372с «О переселении колхозников в районы Крыма» и в сентябре того же года в район приехали первые новоселы 204 семьи из Тамбовской области, а в начале 1950-х годов последовала вторая волна переселенцев из различных областей Украины. С 25 июня 1946 года Суинэли в составе Крымской области РСФСР.Указом Президиума Верховного Совета РСФСР от 18 мая 1948 года, Суин-Эли переименовали в Борисовку. Село получило название в память о погибшем в 1942 году лётчике младшем лейтенанте Михаиле Борисове (6 мая 1965 года посмертно присвоено звание Героя Советского Союза). 26 апреля 1954 года Крымская область была передана из состава РСФСР в состав УССР. Указом Президиума Верховного Совета УССР «Об укрупнении сельских районов Крымской области», от 30 декабря 1962 года Приморский район был упразднён и вновь село присоединили к Ленинскому. На 15 июня 1960 года Борисовка ещё в составе Марьевкского сельсовета, на 1968 год уже входила в Заветненский, к 1974 году был восстановлен Марьевский сельский совет, в который перешло село. По данным переписи 1989 года в селе проживал 31 человек. С 12 февраля 1991 года село в восстановленной Крымской АССР, 26 февраля 1992 года переименованной в Автономную Республику Крым. С 21 марта 2014 года в составе Крыма аннексирована Россией.